# Peter Porte
Peter Porte (Greenwood Lake, Nova York, 31 de março de 1984) é um ator estadunidense, conhecido por interpretar Ricky Williams na novela The Young and the Restless (2011-2012) e por sua participação na série Baby Daddy, interpretando Brad Walker.

## Carreira
Porte começou sua carreira como modelo, passando por Milão e Paris. Atuou em diversos filmes e séries de TV como Cold Case, CSI: Miami, The New Normal, Parks and Recreation e Baby Daddy, se destacando na novela The Young and the Restless (2011-2012) como Ricky Williams. Porte estrelou diversos filmes de televisão como Love at the Shore (2017), Love, Once and Always (2018) e Rome in Love (2019) for Hallmark. Em 2020, estrelou como um dos protagonistas na produção Dashing in December, um dos primeiros filmes de Natal para a televisão centrados em protagonistas LGBTQ+.
Porte é abertamente gay e se casou com Jacob Villere em 7 de outubro de 2018, em uma cerimônia realizada em Nova Orleans.

## Filmografia
2005 - University Place - Jeremy
2008 - CSI: Miami - Brad Garland
2009 - Cold Case - Tucker "Duke" Benton (1966)
2009 - Moon Lake Casino - Pierre
2011-2012 - The Young and the Restless - Ricky Williams
2012 - Parks and Recreation - Carl
2013 - The New Normal - Mr. Rodriguez
2013 - Devious Maids - Scott
2013 - NCIS: Los Angeles - Joseph
2013 - Mom - Dr. Huss
2014 - Baby Daddy - Brad Walker
2014 - Hot Fail - Thomas
2014 - Sutures - Drake -
2015 - Lusa - Gad
2016 - Last Will and Testicle - Fake Testicle
2016 - Telenovela - Blaze Deluxe
2016 - Living with Models - Dominic
2016 - Modern Romance - Sven
2016 - A Cinderella Christmas - Nikolaus Karmichael
2017 - New Girl - Jack
2017 - The Good Nanny - Travis Walsh
2017 - Love at the Shore - Lucas McKinnon
2017 - A Gift to Remember - Aiden Harris
2018 - Love, Once and Always - Duncan
2018 - Christmas Harmony - Devin
2019 - Rome in Love - Phillip
2019 - Cherished Memories: A Gift to Remember 2 - Aiden Harris
2020 - Dashing in December - Wyatt